# Betano (empresa)
Betano é uma casa de apostas esportivas com sede na Grécia. É uma propriedade do grupo de apostas KGIL (Kaizen Gaming International). Esta plataforma internacional de apostas desportivas online tem presença em vários países no mundo, como no Brasil, Portugal, Inglaterra, Roménia, Grécia, Chipre e Chéquia.
A empresa foi criada em 2013 e, em 2019, começou a investir em patrocínios no desporto. Uma casa de apostas que atua no mercado brasileiro, patrocinando algumas equipes de futebol e competições do país.
Em 22 de janeiro de 2025, a Betano inaugurou seu primeiro escritório no Brasil, na cidade de São Paulo.

## Patrocínios
Em novembro de 2022, a Betano tinha parcerias com clubes, como o Porto, Sporting, e Benfica em Portugal, o Olympiacos, PAOK e Panathinaikos na Grécia, o CS Universitatea Craiova e FCSB na Romênia o Viktoria Plzen e  Sparta de Praga na Chéquia, o Universidad de Chile no Chile, Atlético Mineiro e Fluminense no Brasil, entre outros.
Em 2022, a Betano foi a primeira casa de apostas a patrocinar a Copa do Mundo de 2022.
Em 18 de agosto de 2025, o Flamengo anunciou a Betano como sua nova patrocinadora master. A casa de apostas pagará ao clube o maior patrocínio do futebol brasileiro: quase R$ 900 milhões. A marca estampará a posição máster das camisas oficiais de jogo e treino de futebol masculino, feminino e basquete. Além da exposição nos uniformes de viagem dos atletas do Time Flamengo e na parte inferior das costas da equipe de vôlei feminino.

### Torneios
- Campeonato Carioca de Futebol de 2022[15]
- Copa do Mundo FIFA de 2022[6]
- Supercopa do Brasil de 2023[16]
- Copa do Brasil[17]
- Mundial de Clubes da FIFA[18]
- Campeonato Brasileiro de Futebol de 2024 - Série A[19]